# 杜肃
杜肃（?—?），武周官员，官至补阙。
武周朝廷崇佛，禁止天下屠杀牲畜及捕捞鱼虾。右拾遗张德，儿子生下来三天，私自杀羊宴请同事。杜肃从宴席上带回一些食物，上表告发。第二天，武则天临朝，问及张德，张德叩头认罪。武则天说：“朕禁止屠宰牲畜，不干涉红白喜事。你今后请客，也需要找对人。”把杜肃的奏表给张德看。杜肃非常惭愧，满朝文武都想啐他的脸。杜肃有《禮略》十卷。